# Machelen Minotaurs
Machelen Minotaurs is een Belgische lacrosseploeg uit Machelen. De ploeg is bij de BLF (Belgian Lacrosse Federation) aangesloten.

## Geschiedenis
De ploeg werd opgericht op 17 juni 2011, waardoor het de tiende lacrosseploeg in België werd. Het initiatief om deze ploeg op te richten kwam van Koen Desmedt en Arnor Lahor, die op dat moment speelden bij de Red Rhinos. Sinds 2018 spelen de Minotaurs in de tweede divisie. Daar werden ze kampioen in het seizoen van 2018-2019.
De statuten van de Machelen Minotaurs werden gepubliceerd in de bijlagen van het Belgisch Staatsblad op 8 juli 2011, hierdoor werd de club een vzw.

## Resultaten
- 2012: Kwartfinales Belgian Cup
- 2016-2017: 6de plaats, 1ste divisie
- 2017-2018: 7de plaats, 1ste divisie
- 2018-2019: 1ste plaats, 2de divisie
- 2023-2024: 5de plaats